# Leptogaster ruficesta
Leptogaster ruficesta là một loài ruồi trong họ Asilidae. Leptogaster ruficesta được Martin miêu tả năm 1964. Loài này phân bố ở vùng nhiệt đới châu Phi.